# Synagoga v Kovanicích
Bývalá synagoga stojí v obci Kovanice jako čp. 111.

## Historie a popis
Nejnovější synagoga vznikla na místě starší dřevěné údajně z roku 1786,, která v polovině 40. let 19. století podlehla požáru. Na tomtéž místě byla pod vedením stavitele Františka Hellera vybudována synagoga nová, zděná.
Jednalo se o obdélníkový objekt na východní straně zakončený půlkruhem. V modlitebním sále se nacházela bima, muži sedávali podél stěn a sedadla pro ženy stála v galerii nahoře. 
Synagoga byla dvakrát přestavěna a k bohoslužbám se využívala do roku 1892, kdy byla prodána a přestavěna k obytným účelům.

## Současnost
Do dnešní doby se z původního vzhledu po přestavbách nezachovalo téměř nic a v současnosti se objekt využívá pro rekreační účely.